# Marcus Caecilius Metellus
Marcus Caecilius Metellus est un homme politique de la République romaine, consul en 115 av. J.-C.

## Famille
Son nom complet est Marcus Caecilius Q.f. Q.n. Metellus. Il est membre de la branche des Caecilii Metelli de la gens Caecilia, général, consul en 143 et censeur en 131 av. J.-C. et le neveu de Lucius Caecilius Metellus Calvus, consul en 142 av. J.-C. Il est un des quatre fils de Quintus Caecilius Metellus Macedonicus, ses frères étant Quintus Caecilius Metellus Baliaricus, consul en 123, Lucius Caecilius Metellus Diadematus, consul en 117 et Caius Caecilius Metellus Caprarius, consul en 113. Il a deux cousins germains consuls en 119 et 109.

## Biographie
Il est triumvir monetalis, c'est-à-dire un des trois superviseurs de l'atelier monétaire, en 127 av. J.-C., d'après la marque de frappe M METELLVS Q F.
Il est préteur au plus tard en 118 av. J.-C. selon les dispositions de la lex Villia.
Il atteint le consulat en 115 av. J.-C. avec Marcus Aemilius Scaurus pour collègue,.
Proconsul pour la province Corse-Sardaigne entre 114 et 112 av. J.-C., il est envoyé en Sardaigne avec pour mission d'arrêter l'insurrection qui ravage l'île. La réussite de cet objectif lui vaut un triomphe aux ides de quintilis (15 juillet) 111 av. J.-C.,. Son frère Caius Caecilius Metellus Caprarius célèbre son triomphe le même jour pour ses victoires en Thrace,.